# Distretto di Hanang
Il distretto di Hanang fa parte della regione del Manyara, in Tanzania. Confina a nord con il distretto di Babati ed il distretto di Mbulu, a sud est con la regione di Dodoma e a sud ovest con la regione di Singida.

## Geografia antropica

### Suddivisioni amministrative
Il distretto è suddiviso in 25 circoscrizioni (ward):
- Balangidalalu
- Bassodesh
- Bassotu
- Dirma
- Endasak
- Endasiwold
- Ganana
- Gehandu
- Gendabi
- Getanuwas
- Gidahababieg
- Gisambalang
- Gitting
- Hidet
- Hirbadaw
- Katesh
- Laghanga
- Lalaji
- Masakta
- Masqaroda
- Measkron
- Mogitu
- Nangwa
- Simbay
- Sirop

| Controllo di autorità | VIAF (EN) 130236256 · LCCN (EN) n84112593 · J9U (EN, HE) 987007567035405171 |